# جوزيف س. ويلسون
جوزيف س. ويلسون (بالإنجليزية: Joseph C. Wilson)‏ هو رائد أعمال أمريكي، ولد في 19 ديسمبر 1909 في روتشستر، وتوفي في 22 نوفمبر 1971.

## روابط خارجية
- جوزيف ويلسون على موقع مونزينجر (الألمانية)